# Micromax
マイクロマックス・モバイル (Micromax Mobile) は、インドの総合電機メーカー。携帯電話やスマートフォン、タブレットやテレビを製造している。会社標語は、"Nothing like Anything"。

## 概要
2000年にソフトウェア会社として設立された。ウッタラーカンド州ルドラプールに工場を持っており、そこで製造・組立を行っている。2014年にはWindows Phone OSを搭載したスマートフォンを提供する計画があると、同社共同創設者のRahul Sharma氏がインドのEconomic Timesのインタビューでコメントしている。
2013年にはインドにおけるスマートフォン出荷台数シェアでサムスンに次ぐ2位に浮上した。
2014年にはGoogleと共同で低価格スマートフォンAndroid Oneモデルの「Canvas A1」を発表した。
プラットフォームなどを共通化することで約1万円程度で端末の発売が可能になった。

## 広告
2013年には同社スマートフォンの広告にヒュー・ジャックマンを起用した。。2014年にはインドで有名な女優のChitrangada Singhを広告に起用した。

## 日本向け製品
フリービットが2013年10月に発売したスマートフォンPandAは同社が2012年10月に発売したCanvas 2 A110を基にしたものである。